# Appio Giunio Silano
Appio Giunio Silano (in latino Appius Iunius Silanus; ... – Roma, 42) è stato un politico e militare romano, figlio di Gaio Giunio Silano, console nel 10.

## Origini familiari
Il rapporto tra Silano e gli altri Iunii Silanii è incerto. Secondo Ronald Syme lui, il Decimo Giunio Silano che ebbe una relazione amorosa con Giulia minore e Marco Giunio Silano, che fu console suffetto nel 15, erano i figli di Gaio Giunio Silano, console nel 10. Egli è a volte confuso con Marco Giunio Silano Torquato, console nel 19. Il suo matrimonio con Domizia non diede figli.

## Biografia
Venne nominato console nel 28, con Publio Silio Nerva. Fu accusato di crimen maiestatis nel 32, ma venne salvato da Celso, uno degli informatori.
Poco dopo l'ascesa di Claudio, nel 41, mentre Silano era governatore della Hispania Tarraconensis, fu richiamato a Roma e si sposò con Domizia Lepida, madre dell'imperatrice Valeria Messalina e membro della dinastia giulio-claudia. Venne trattato con la massima distinzione da tutta la corte imperiale, ma dopo aver rifiutato le avances di Messalina stessa, fu presto messo a morte dall'imperatore (42). Messalina e Narciso, liberto imperiale, lo accusarono di aver complottato per assassinare il Princeps e dichiararono di aver visto Silano tentare l'assassinio dell'imperatore nei loro sogni.